# Olympische Sommerspiele 2008/Rudern – Leichtgewichts-Doppelzweier (Frauen)
Der Ruderwettbewerb im Leichtgewichts-Doppelzweier der Frauen bei den Olympischen Spielen 2008 in Peking wurde vom 10. bis zum 17. August 2008 auf dem Olympischen Ruder- und Kanupark Shunyi ausgetragen. 34 Athletinnen in 17 Booten traten an.
Die Ruderregatta, die über 2000 Meter ausgetragen wurde, begann mit drei Vorläufen. Die beiden ersten Boote qualifizierten sich für das Halbfinale, die anderen mussten in die Hoffnungsläufe. In diesen zwei Läufen qualifizierten sich jeweils die ersten drei Boote für das Halbfinale, die übrigen kamen in das C-Finale, in dem die Plätze 13 bis 17 ermittelt wurden. Die Sieger der Halbfinals kamen ins Finale A, die übrigen ins Finale B.
Die jeweils qualifizierten Boote sind hellgrün unterlegt.

## Titelträger
| Olympiasieger | Rumänien Besatzung: Constanța Burcică, Angela Alupei     | Athen 2004   |
| Weltmeister   | Australien Besatzung: Amber Halliday, Marguerite Houston | München 2007 |

## Vorläufe
10. August 2008

### Vorlauf 1
| Platz | Nation             | Athletinnen                              | Zeit (min) |
| ----- | ------------------ | ---------------------------------------- | ---------- |
| 1     | Niederlande        | Kirsten van der Kolk, Marit van Eupen    | 6:50,90    |
| 2     | Australien         | Amber Halliday, Marguerite Houston       | 6:53,23    |
| 3     | Vereinigte Staaten | Renee Hykel, Jennifer Goldsack           | 6:53,32    |
| 4     | Mexiko             | Gabriela Huerta Trillo, Lila Perez Rul   | 7:11,71    |
| 5     | Brasilien          | Camila Carvalho, Luciana Granato         | 7:25,90    |
| 6     | Kasachstan         | Natalja Woronowa, Alexandra Opatschanowa | 7:29,07    |

### Vorlauf 2
| Platz | Nation         | Athletinnen                        | Zeit (min) |
| ----- | -------------- | ---------------------------------- | ---------- |
| 1     | Deutschland    | Berit Carow, Marie-Louise Dräger   | 6:51,96    |
| 2     | Kanada         | Melanie Kok, Tracy Cameron         | 6:54,07    |
| 3     | Großbritannien | Hester Goodsell, Helen Casey       | 6:55,23    |
| 4     | Finnland       | Sanna Stén, Minna Nieminen         | 6:56,61    |
| 5     | Griechenland   | Chrysi Biskitzi, Alexandra Tsiavou | 7:05,95    |
| 6     | Südafrika      | Alexandra White, Kirsten McCann    | 7:20,51    |

### Vorlauf 3
| Platz | Nation   | Athletinnen                             | Zeit (min) |
| ----- | -------- | --------------------------------------- | ---------- |
| 1     | China    | Xu Dongxiang, Yu Hua                    | 6:57,58    |
| 2     | Dänemark | Katrin Olsen, Juliane Elander Rasmussen | 6:58,63    |
| 3     | Japan    | Misaki Kumakura, Akiko Iwamoto          | 7:05,67    |
| 4     | Kuba     | Yaima Velázquez, Ismaray Marrero        | 7:13,35    |
| 5     | Südkorea | Ko Young-eun, Ji Yoo-jin                | 7:39,70    |

## Hoffnungsläufe
12. August 2008

### Lauf 1
| Platz | Nation             | Athletinnen                              | Zeit (min) |
| ----- | ------------------ | ---------------------------------------- | ---------- |
| 1     | Vereinigte Staaten | Renee Hykel, Jennifer Goldsack           | 7:22,22    |
| 2     | Finnland           | Sanna Stén, Minna Nieminen               | 7:23,80    |
| 3     | Japan              | Misaki Kumakura, Akiko Iwamoto           | 7:30,92    |
| 4     | Südafrika          | Alexandra White, Kirsten McCann          | 7:48,04    |
| 5     | Kasachstan         | Natalja Woronowa, Alexandra Opatschanowa | 7:54,12    |
| 6     | Südkorea           | Ko Young-eun, Ji Yoo-jin                 | 8:03,51    |

### Lauf 2
| Platz | Nation         | Athletinnen                            | Zeit (min) |
| ----- | -------------- | -------------------------------------- | ---------- |
| 1     | Großbritannien | Hester Goodsell, Helen Casey           | 7:24,27    |
| 2     | Griechenland   | Chrysi Biskitzi, Alexandra Tsiavou     | 7:24,55    |
| 3     | Kuba           | Yaima Velázquez, Ismaray Marrero       | 7:32,14    |
| 4     | Mexiko         | Gabriela Huerta Trillo, Lila Perez Rul | 7:41,97    |
| 5     | Brasilien      | Camila Carvalho, Luciana Granato       | 7:47,53    |

## Halbfinale
15. August 2008

### Lauf 1
| Platz | Nation         | Athletinnen                             | Zeit (min) |
| ----- | -------------- | --------------------------------------- | ---------- |
| 1     | Niederlande    | Kirsten van der Kolk, Marit van Eupen   | 7:03,87    |
| 2     | Finnland       | Sanna Stén, Minna Nieminen              | 7:03,91    |
| 3     | Deutschland    | Berit Carow, Marie-Louise Dräger        | 7:04,95    |
| 4     | Dänemark       | Katrin Olsen, Juliane Elander Rasmussen | 7:06,31    |
| 5     | Großbritannien | Hester Goodsell, Helen Casey            | 7:17,67    |
| 6     | Kuba           | Yaima Velázquez, Ismaray Marrero        | 7:30,15    |

### Lauf 2
| Platz | Nation             | Athletinnen                        | Zeit (min) |
| ----- | ------------------ | ---------------------------------- | ---------- |
| 1     | Kanada             | Melanie Kok, Tracy Cameron         | 7:10,70    |
| 2     | China              | Xu Dongxiang, Yu Hua               | 7:11,59    |
| 3     | Griechenland       | Chrysi Biskitzi, Alexandra Tsiavou | 7:11,99    |
| 4     | Vereinigte Staaten | Renee Hykel, Jennifer Goldsack     | 7:12,15    |
| 5     | Australien         | Amber Halliday, Marguerite Houston | 7:13,80    |
| 6     | Japan              | Misaki Kumakura, Akiko Iwamoto     | 7:16,13    |

## Finale

### C-Finale
16. August 2008, 7:10 Uhr MESZ

Anmerkung: zur Ermittlung der Plätze 13 bis 17
| Platz | Nation     | Athletinnen                              | Zeit (min) |
| ----- | ---------- | ---------------------------------------- | ---------- |
| 13    | Mexiko     | Gabriela Huerta Trillo, Lila Perez Rul   | 7:17,21    |
| 14    | Südafrika  | Alexandra White, Kirsten McCann          | 7:20,49    |
| 15    | Brasilien  | Camila Carvalho, Luciana Granato         | 7:22,40    |
| 16    | Kasachstan | Natalja Woronowa, Alexandra Opatschanowa | 7:32,36    |
| 17    | Südkorea   | Ko Young-eun, Ji Yoo-jin                 | 7:39,46    |

### B-Finale
16. August 2008, 7:30 Uhr MESZ

Anmerkung: zur Ermittlung der Plätze 7 bis 8
| Platz | Nation             | Athletinnen                             | Zeit (min) |
| ----- | ------------------ | --------------------------------------- | ---------- |
| 7     | Dänemark           | Katrin Olsen, Juliane Elander Rasmussen | 7:06,94    |
| 8     | Australien         | Amber Halliday, Marguerite Houston      | 7:07,17    |
| 9     | Japan              | Misaki Kumakura, Akiko Iwamoto          | 7:08,49    |
| 10    | Vereinigte Staaten | Renee Hykel, Jennifer Goldsack          | 7:09,02    |
| 11    | Großbritannien     | Hester Goodsell, Helen Casey            | 7:11,24    |
| 12    | Kuba               | Yaima Velázquez, Ismaray Marrero        | 7:20,07    |

### A-Finale
17. August 2008, 8:30 Uhr MESZ

Anmerkung: zur Ermittlung der Plätze 1 bis 6
| Platz | Nation       | Athletinnen                           | Zeit (min) |
| ----- | ------------ | ------------------------------------- | ---------- |
| 1     | Niederlande  | Kirsten van der Kolk, Marit van Eupen | 6:54,74    |
| 2     | Finnland     | Sanna Stén, Minna Nieminen            | 6:56,03    |
| 3     | Kanada       | Melanie Kok, Tracy Cameron            | 6:56,68    |
| 4     | Deutschland  | Berit Carow, Marie-Louise Dräger      | 6:56,72    |
| 5     | China        | Xu Dongxiang, Yu Hua                  | 7:01,90    |
| 6     | Griechenland | Chrysi Biskitzi, Alexandra Tsiavou    | 7:04,61    |